# Kroschnitz
Kroschnitz, polnisch Krośnica ist ein Ort in der Landgemeinde Stubendorf im Powiat Strzelecki der Landgemeinde Stubendorf (Izbicko), die seit 2006 offiziell zweisprachig ist (Polnisch und Deutsch).

## Geschichte

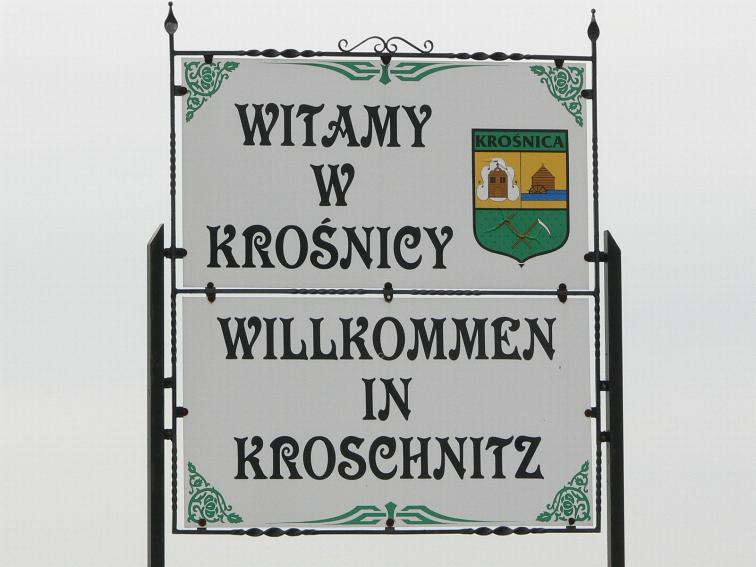
Willkommensschild

Kroschnitz wurde 1297 erstmals urkundlich erwähnt.
Bei der Volksabstimmung in Oberschlesien am 20. März 1921 stimmten 142 Wahlberechtigte für einen Verbleib bei Deutschland und 208 für Polen. Kroschnitz verblieb beim Deutschen Reich. 1936 wurde Kroschnitz zu Auendorf umbenannt. Bis 1945 befand sich der Ort im Landkreis Groß Strehlitz.
1945 kam der bisher deutsche Ort unter polnische Verwaltung, wurde in Krośnica umbenannt und der Woiwodschaft Schlesien angeschlossen. 1950 wurde es der Woiwodschaft Opole eingegliedert. Seit 1999 gehört es zum Powiat Strzelecki. Seit dem 6. März 2006 ist Deutsch in der Gemeinde Stubendorf, der Kroschnitz angehört, zweite Amtssprache. Am 20. Mai 2008 erhielt der Ort den zusätzlichen amtlichen deutschen Ortsnamen Kroschnitz und im Dezember 2008 zweisprachige Ortsschilder.
Im Ort ist ein Deutscher Freundschaftskreis (DFK) der Deutschen Minderheit aktiv.

## Persönlichkeit
- Johannes Wosnitza (1908–1995), katholischer Priester

## Weblink
- Internetseite von Kroschnitz (auf Deutsch)